# 拉甘區 (俄羅斯)
45°23′N 47°22′E / 45.383°N 47.367°E
拉甘區（俄语：Лаганский район），是俄羅斯的一個區，位於該國西南部，由卡爾梅克共和國負責管轄，始建於1935年，面積4,685.5平方公里，2010年人口20,089，人口密度每平方公里4.29人。